# Ioannis Vasilopoulos
Ioannis Vasilopoulos (* 31. Mai 1958 in Athen; † 7. April 2025 in Orange) war ein griechisch-amerikanischer Illustrator von Schallplattencovern. Er wurde insbesondere unter seinem Vornamen Ioannis bekannt.

## Leben
Ioannis Vasilopoulos wurde in Athen, Griechenland geboren. 1967 zog er mit seiner Familie in die Vereinigten Staaten. Dort entdeckte er seine Leidenschaft für Comics und Rockmusik. Insbesondere begann er sich für die Arbeiten von Hipgnosis zu interessieren, die für die Albumcover von Yes und Pink Floyd verantwortlich zeichneten. Er begann selbst Albencover zu entwerfen. Bereits im College veröffentlichte er seine ersten Arbeiten. Sein erstes Cover gestaltete er für die Progressive-Rock-Band Art in America, für die er auch bei einem Musikvideo Regie führte. Das Cover fand seinen Eingang in Michael Ochs’ Buch 1000 Record Covers’.
Während seiner 40 Jahre umspannenden Tätigkeit arbeitete er für zahlreiche Plattenfirmen und Künstler. Unter anderem entstanden mehr als 350 Cover. Zu seinen bekanntesten Werken zählten Lynyrd Skynyrds Twenty und Edge of Forever, Allman Brothers Bands Where It All Begins, Extremes Pornograffitti, fünf Albencover für Deep Purple, Styx’ Return to Paradise, King Crimsons The ConstruKction of Light, vier Alben für Fates Warning sowie Blue Öyster Cults Pocket (2001) and A Long Day’s Night (2002).
Ioannis Vasilopoulos starb am 7. April 2025 im Alter von 66 Jahren. 
Nachdem seine Familie eine Todesanzeige geschaltet hatte, führten mehrere irreführende Clickbait-Schlagzeilen dazu, das Fans irrtümlich annahmen, das Jon Bon Jovi gestorben sei. Tatsächlich hatte Vasilopoulos für die Band das Cover-Artwork für These Days entworfen.